# Усадьба Гальских
Уса́дьба Гальски́х — дворянская усадьба начала XIX века в городе Череповце Вологодской области. Построена в стиле провинциального классицизма. Памятник истории и культуры федерального значения. Усадьба известна также тем, что в ней помимо основного барского дома сохранились дом управляющего, две людские избы, конюшня, жеребятник, два амбара, шорная мастерская, двухэтажный амбар с двухъярусной галереей на рубленных фигурных столбах. Отреставрирована в 2009 году.

## История
Главный дом усадьбы Гальских имеет ярко-голубые фасады. Он стоит на берегу реки Шексны и обращает на себя внимание туристов проходящих мимо теплоходов.
В книгах указано, что в 1814 году на месте, имеющем пустошью Горка, будет возведён дом. Чуть позже владеть этим местом стали череповецкие дворяне Кудрявые, они и начали строительство большой усадьбы. В 1848 году (по некоторым сведениям, в качестве приданного) собственниками усадьбы становится дворянская семья Гальских. Она широко известна в Новгородской губернии с XVII века. Архивы подтверждают, что представители этого рода были замечены на военной и государственной службе. Некоторые Гальские на протяжении более века, с 1786 по 1909 год, избирались предводителями уездного дворянства. Исследователи утверждают, что Гальские имеют линию родства с известными русскими фамилиями Верещагиными, Толстыми, Тургеневыми.
С фамилией Гальских связан расцвет усадьбы. В их имении реализовывалась рожь и овёс, содержался в значительном количестве молочный скот. Здесь находились сыроваренный и маслодельный заводы, продукция с которых отправлялась в Санкт-Петербург. Занимались пчеловодством по системе Левицкого, содержались породистые куры.
Советская власть национализировала данную усадьбу. В 1922 году здание было поставлено на содержание ГУБОНО: здесь расположился сельскохозяйственный техникум, а позднее было оборудовано общежитие. В 1931 году строение передано Воронинскому техникуму молочного хозяйства, а затем распорядителем стал совхоз «Комсомолец». В 1952 году в барском доме был проведён капитальный ремонт, который нанёс ущерб архитектурному облику здания. В 1960 году главный дом усадьбы Гальских получил статус памятника республиканского значения, но реставрационные работы длительное время не проводились.
Под музей усадьбу передали в запущенном состоянии. На тот момент она была местом жительства 19 семей, их пришлось расселить. В 1989 году здесь был открыт историко-этнографический музей, в 1992 году началась реставрация. В 2009 году работы были завершены.

## Современное состояние

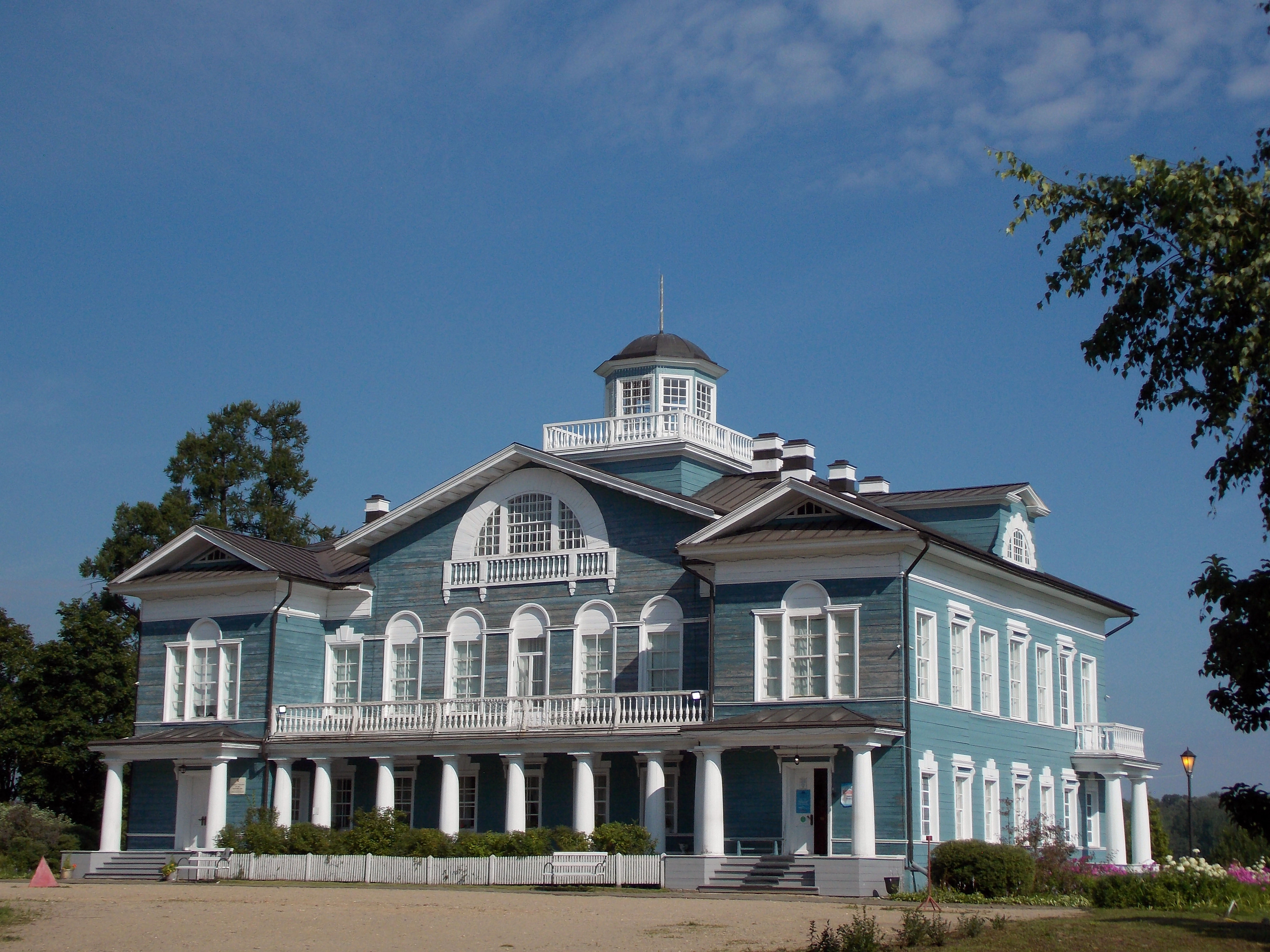
Барский дом

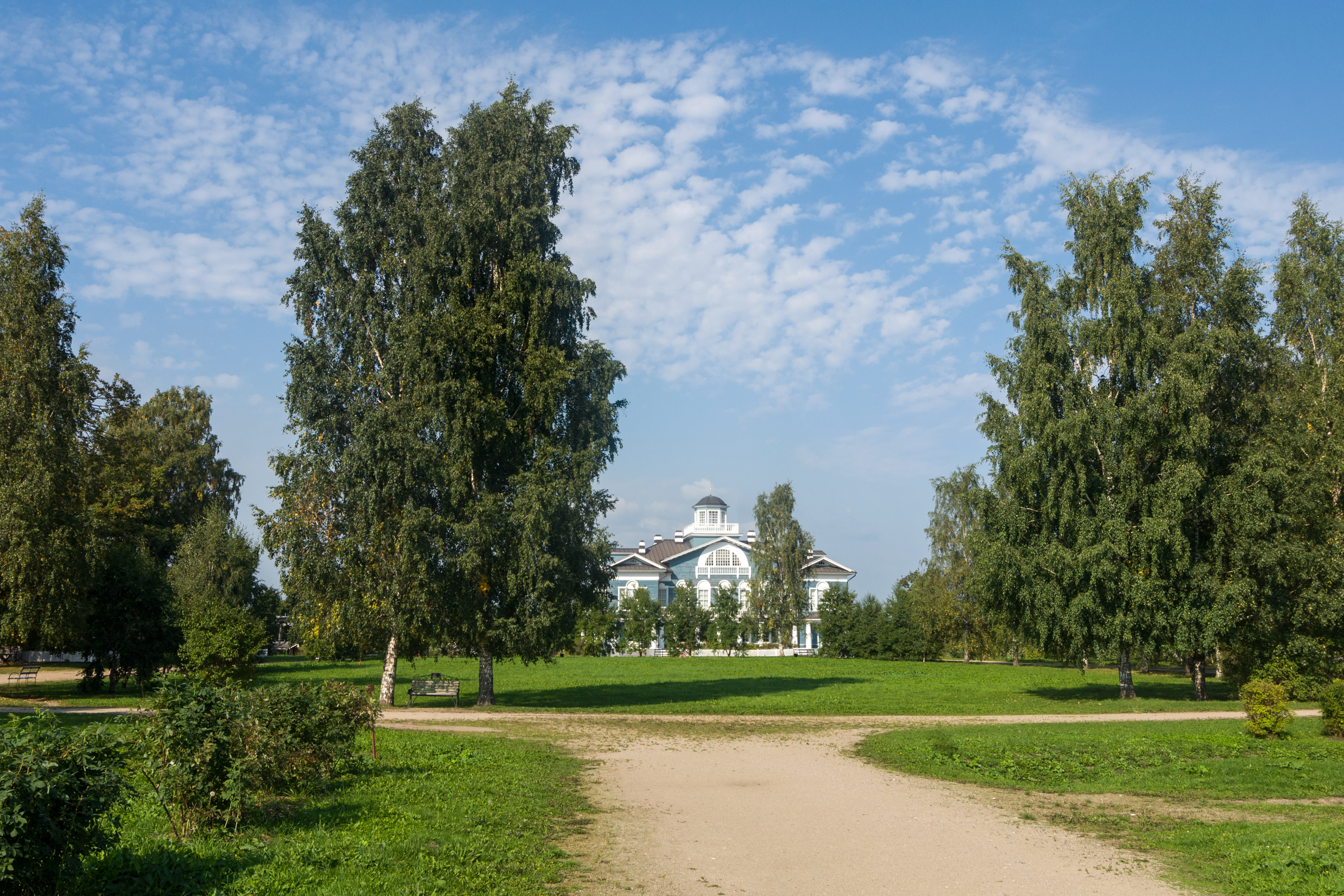
Просторы усадьбы

Музей является памятником архитектуры федерального значения. Здесь сохранён помещичий дом, а также все хозяйственные постройки. В музее проводятся интерактивные экскурсии, занятия по росписи, лепке из глины, изготовлению народной куклы. Конно-спортивная секция открыта для детей и взрослых. По заявкам организуются театрализованные свадьбы, юбилеи, детские зимние праздники, музыкальные и поэтические вечера.
В настоящее время в барском доме 25 комнат. Интерьер сооружения украшают 76 фотографии с изображениями владельцев усадьбы и их родственников.

## Документы
Приказ от 30.05.2016 г. № 145-О г. Вологда. «Об утверждении охранного обязательства объекта культурного наследия федерального значения "Усадьба Гальских (Усадебный дом совхоза "Комсомолец"), XIX в.»